# ウィリアム・オスラ
ウィリアム・イダムディア・ダウゴーア・オスラ（William Idamudia Daugaard Osula、2003年8月4日 - ）は、デンマーク・コペンハーゲン出身のサッカー選手。ニューカッスル・ユナイテッドFC所属。デンマーク代表。ポジションはフォワード。

## クラブ経歴
2018年にFCコペンハーゲンからシェフィールド・ユナイテッドFCの下部組織へ移籍し、2021年7月13日、シェフィールド・ユナイテッドと自身初となるプロ契約を結んだ。翌年2022年の3月16日、EFLチャンピオンシップのブラックプールFC戦にて、試合終了間際に途中出場してプロデビューを飾った。
2022年9月1日、2022-23シーズンはダービー・カウンティFCへレンタル移籍することが決定した。
2024年8月8日、ニューカッスル・ユナイテッドFCに移籍した。

## 代表経歴
2022年からデンマークの世代別代表に招集されている。

## 人物
デンマーク人の母とナイジェリア人の父の間に生まれ、幼少期にイングランドへ移住した。イングランド移住後に同国の市民権も取得したため、デンマークとナイジェリア、イングランドの計3カ国の国籍を保有している。